# Upogebia tractabilis
Upogebia tractabilis is een tienpotigensoort uit de familie van de Upogebiidae. De wetenschappelijke naam van de soort is voor het eerst geldig gepubliceerd in 1941 door Hale.